# Зилантов Успенский монастырь
Зила́нтов Успе́нский монасты́рь (тат. Җылантау Дөньядан күчү кәшишханәсе) — женский (до 1928 года мужской) православный монастырь на Зилантовой горе Казани. Расположен более чем в 2 км ниже Казанского кремля по старому руслу Казанки (Архангельский переулок, 1).
К монастырю приписан храм-памятник с церковью во имя иконы Спаса Нерукотворного, сооружённый в 1823 году над братской могилой воинов, павших под Казанью в 1552 году.

## История
Монастырь основан царём Иваном Грозным 15 октября 1552 года после взятия города. Строился на том месте, где стояла царская палатка и походная церковь и где были похоронены русские воины, убитые под стенами Казани. В 1559 году разлив Волги подмыл и разрушил монастырские стены, после чего монастырь был перенесён на вершину горы. Монастырь окружён каменной стеной. «Неофициальное» название монастыря — «Зилантов» — имеет отношение к названию горы, на которой, согласно преданию, обитало мифическое существо — крылатый змей Зилант.
Основание монастыря связывается также с захоронением на этом месте «первого святого мученика Христова в земле Казанской просиявшего» — Иоанна Казанского. Историк А. В. Рощектаев отмечал в связи с этим:

Историю Зилантовой горы как святого для всех православных места, следует начинать даже не с основания монастыря, а со времени, когда раз и навсегда она стала своеобразной казанской Голгофой — со времени первомученика Казанского Иоанна. Как Успенский Болгарский монастырь был основан на месте мученичества Св. Авраамия Болгарского, «на крови», так и Успенский Зилантов — на месте мученичества и погребения того, кто по воле Божией принял смерть за Христа ровно через 300 лет после Св. Авраамия (1229 и 1529 гг.). Две столицы: город Великий Булгар, в зените своего могущества и град Казань как «новый Великий Булгар». И скорый закат земного величия того и другого через считанные годы после мученичества этих святых. Конец Волжской Булгарии как независимого государства в 1236 году, конец Казанского ханства в 1552 году. Оба мученичества как бы знаменовали собой преддверие новых эпох и приговор тем государствам, которые их убили.
Основной ансамбль монастыря сложился в XVII веке В нём находились Успенский собор (1625), храм во имя Алексия Митрополита (1720), жилые и хозяйственные постройки. В 1642 году в монастыре скончался сосланный суздальский архиепископ Иосиф.
В 1732—1740 гг. в монастыре находилась Казанская духовная семинария, а с 1740 года — миссионерская школа. Позже оба учебных заведения перешли в собственные здания. В 1829—1852 гг. настоятелем монастыря был архимандрит Гавриил, первый историк русской философии.
В сентябре 1918 года архимандрит Сергий (Зайцев) и почти все (кроме одного) монахи Зилантова монастыря были расстреляны. Некоторое время монастырь был бездействующим, но в 1921 году на его основе была образована православная община. Община просуществовала до 1928 года, а затем была ликвидирована. В советское время ансамбль на Зилантовой горе был почти стёрт с лица земли. Кладбище монастыря, имевшее погребения именитых граждан, уничтожено в 1930-е годы.

## Современность
В августе 1998 года бывший мужской монастырь был возрождён как женский. От старого монастыря сохранились только Всехсвятская церковь 1681 года, основательно перестроенная в 1890-е гг., и настоятельский корпус начала XIX века. Прочие строения монастыря появились в последние десятилетия. Среди них и освящённый в 2006 году Троицкий собор — точная копия одноимённого собора Троице-Сергиевой лавры.

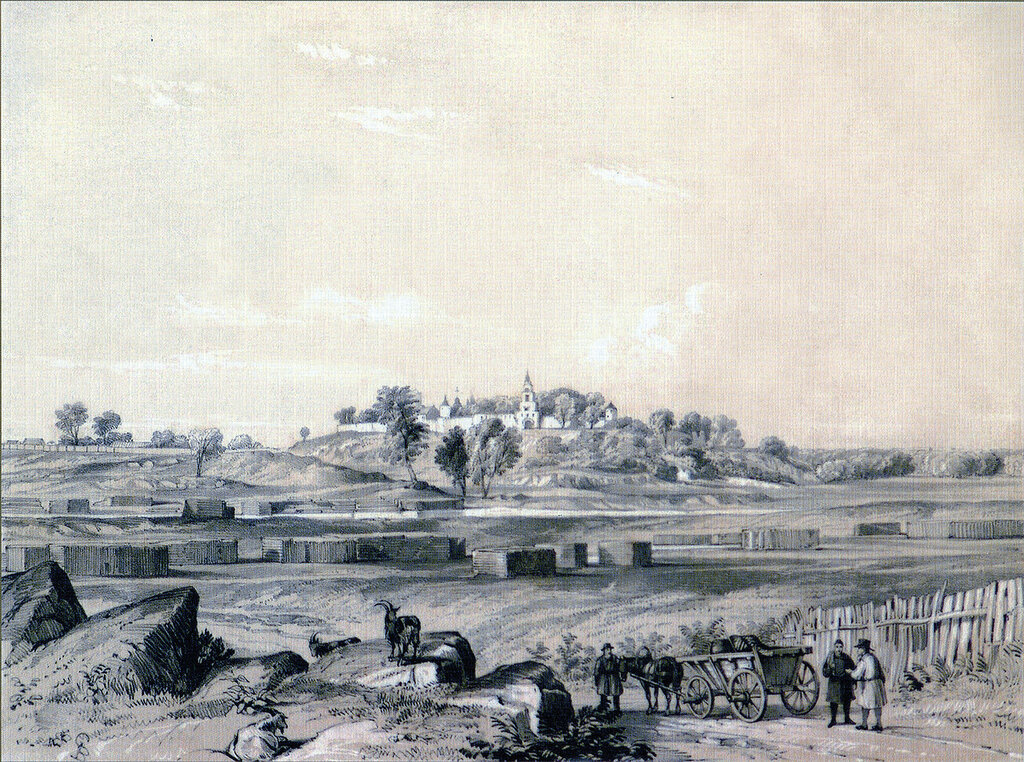
Зилантова гора на гравюре Турнерелли, конец 1830-х
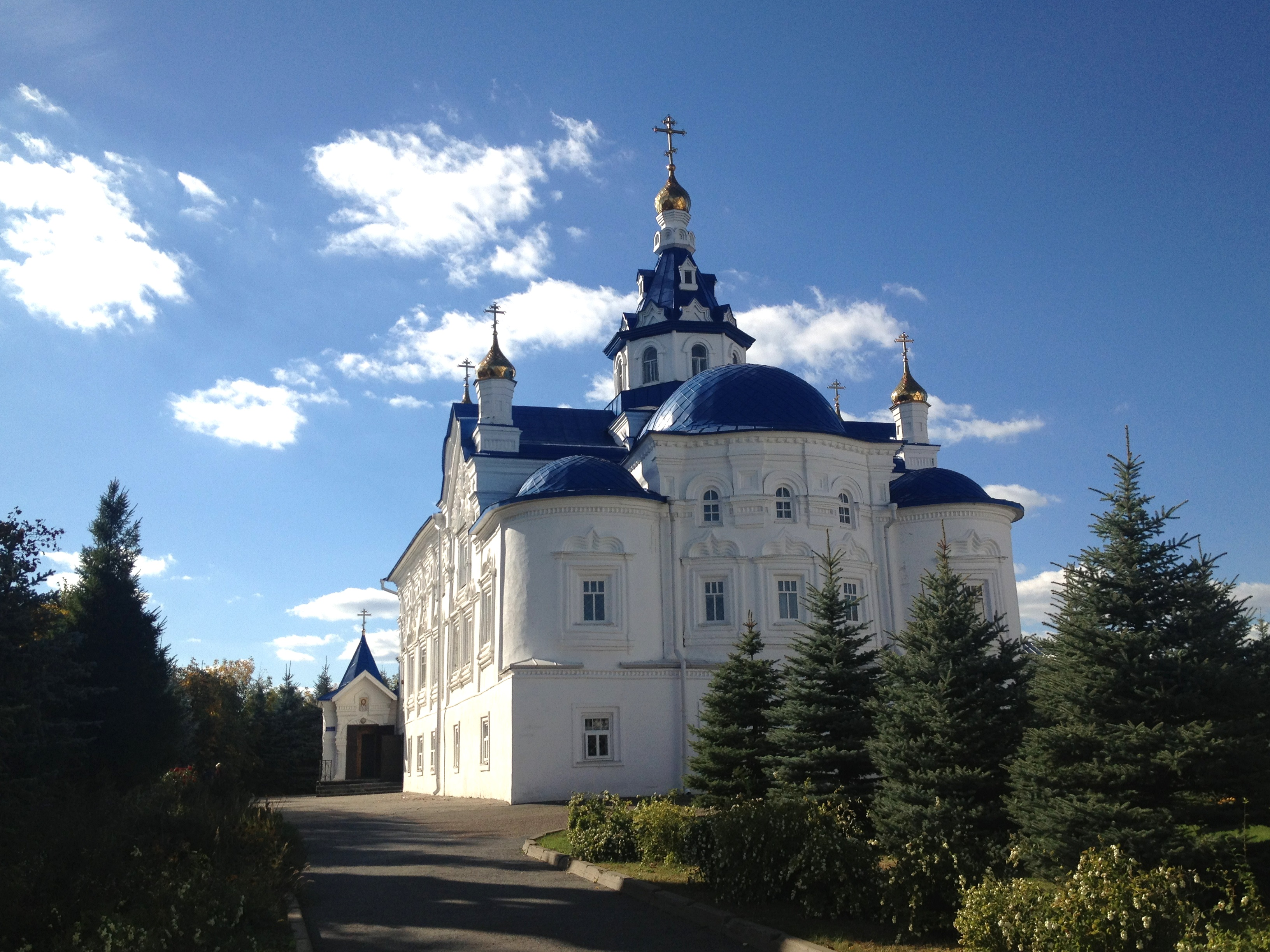
Всехсвятская церковь (XVII-XIX вв.)
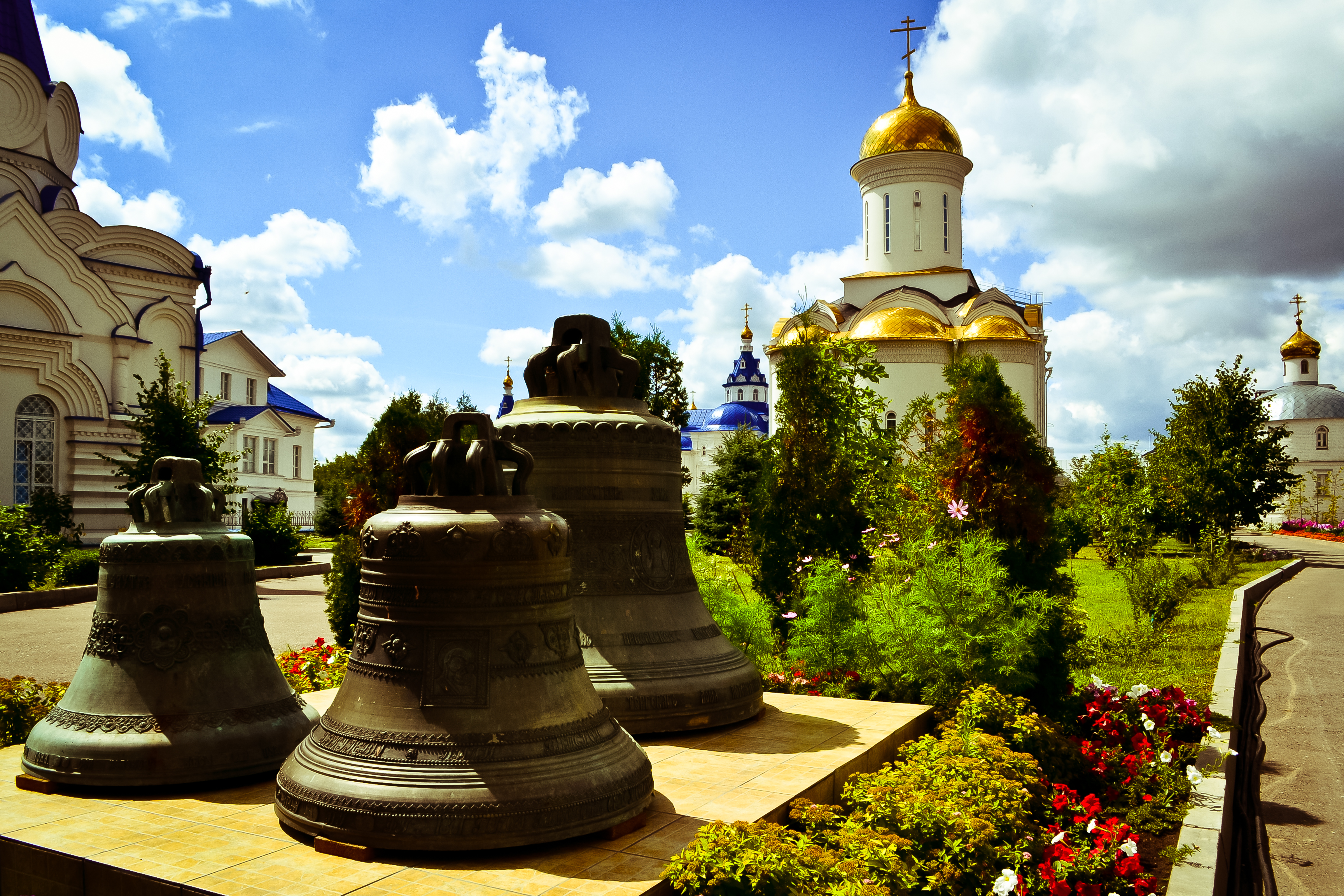
Новый Троицкий собор

## Настоятели
- Феофил Игнатович (1751—1754)
- Патрикий Аристовский (1757—1763)
- Ювеналий (Смирнов) (1774—1775)[5]
- Анатолий (Связев) (15 августа 1802 — 25 сентября 1805)
- Амвросий (Сретенский) (1805—1828)[4]
- Гавриил (Воскресенский) (1829—1852)[4]
- Вениамин (Колоколов) (1853—1862)[4]
- Варсонофий (Охотин) (1865)
- Сергий (Василевский) (1879—1892)[4]
- Антоний (Петров) (1892—1898)[4]
- Феоктист (Сухоруков) (1903—1907)[4]
- Кирилл (Якубовский) (с 24 февраля 1907 года)
- Варсонофий (Лебедев) (1 сентября — 28 октября 1907)
- сщмч. Сергий (Зайцев) с 7 января 1909[4] до расстрела в 1918 году